# Marithé + François Girbaud
Marithé a François Girbaud jsou dva francouzští módní návrháři vlastnící značku Marithé + François Girbaud. Marithé + François Girbaud je mezinárodní oděvní společnost se sídlem ve Francii. Patří mezi populární tradiční značky francouzské módy. Byla založena v roce 1964.
Marithé Bachellerie (* 1942 Lyon) je dcerou profesionálního cyklisty. François Girbaud (* 1945 Mazamet, Tarn) pochází z rodiny textilních dělníků z údolí Arnette.

## Věhlas a historie značky
Od roku 1967 se věnuje módním návrhům a výrobě oblečení ve Western House stylu. Od roku 1970 se stává průmyslovou značkou se zaměřením na seprané džíny, celosvětově populární se stává v roce 1982, když se objevila ve filmu Flashdance. V roce 2003 společnost proslavil objev úspornějšího využití vody v procesu při výrobě sepraných džín. Skandál vyvolalo v roce 2005 přetvoření malby Leonarda da Vinci představující Poslední večeři.